# Les Heures (Perafita)
Les Heures és una masia de Perafita (Lluçanès) inclosa a l'Inventari del Patrimoni Arquitectònic de Catalunya.

## Descripció
Masia orientada a migdia amb teulada a dos vessants. A la part esquerre hi ha un edifici que conforma una petita lliça que comunica a la façana principal. A l'interior hi ha una àmplia sala data del 1787.
Adossada al mur de darrere del mas hi ha una capella dedicada a la veneració de Sant Antoni Abat. La capella té una sola nau i actualment es conserva en bon estat. La porta d'entrada presenta una llinda reaprofitada amb la data de 1686 al centre de la peça i dues inscripcions encerclades que porten la següent informació: "CAPELLA DE SANT ANTONI ABAT/ REFORMADA LO AÑ 1860". Aquesta entrada està situada en un dels laterals de la capella i sobre el mur occidental d'aquesta hi ha una petita espadanya amb una campana.
La masoveria és un edifici de planta rectangular i teulat a doble vessant, lateral a la porta d'entrada. La construcció està formada per tres pisos, el superior dels quals presenta un gran porxo a la part esquerra de la façana d'entrada. Totes les obertures d'aquesta façana tenen llinda de pedra menys la porta de la dreta que la té de fusta. L'ordenació de la façana està en funció de tres obertures a casa pis: al primer era d'una porta central i dues finestres però una modificació l'ha convertit en dues portes i una finestra. El segon pis, és de tres finestres, la central més gran que les altres i el tercer pis és de dos obertures de porxo i una finestra. La llinda de la porta d'entrada, tot i estat parcialment malmesa encara conserva data de 1870.